# Листоеды
Листое́ды (лат. Chrysomelidae) — одно из крупнейших семейств жесткокрылых насекомых, насчитывающее до 35 000 видов, описанных в 2500 родах. Потенциальное количество видов может быть значительно больше: до 50 или 60 тысяч видов.

## Распространение
Листоеды встречаются везде, кроме Антарктики и большей части арктической зоны. На территории бывшего СССР насчитывается более 1500 видов, в одной лишь Сибири — свыше 400. Населяют почти все зоогеографические области Земли, от водоёмов до высокогорий, от пустынь до полярных островов. Самые ранние находки листоедов в ископаемом состоянии происходят из раннемеловых отложений Китая.

## Описание
Это обычно маленьких или средних размеров (от 3 до 15 мм) и ярко окрашенные жуки. Тело разнообразных форм от овальных, упрощенных до сферических, голов. Некоторых из них можно спутать с божьими коровками из-за схожей формы тела. Интересная характерная черта этих жуков в том, что они умеют прятать лапки и усики под себя так, что ни лап, ни усиков не видно, когда они сидят на листьях.

### Морфология имаго
Усики 11-члениковые, обычно короче половины тела и у живых жуков направлены вперёд или под низ тела, чётковидные или пильчатые. На лбу нередко развиты лобный киль и лобные бугорки непосредственно за ними, а также окологлазничные и лобные бороздки. Глаза округлые. Горловые швы хорошо развитые.
На надкрыльях имеются правильные точечные ряды, из которых обычно 11 полных и один укороченный прищитковый, или же в спутанной пунктировке. Эпиплевры развитые. Крылья, как правило, хорошо развиты, жилкование кантароидного типа, ближе по схеме жилкования родственное семейство жуков-усачей.
Передние тазиковые впадины замкнутые, открытые или полуоткрытые. Среднегрудь короткая, заднегрудь большая, эпистерны и эпимеры от делены хорошо видными швами. Средние и задние тазики не соприкасаются.
Брюшко с пятью видимыми стернитами, тергитов — 6—8, последний тергит (пигидий) сильно склеритизирован.

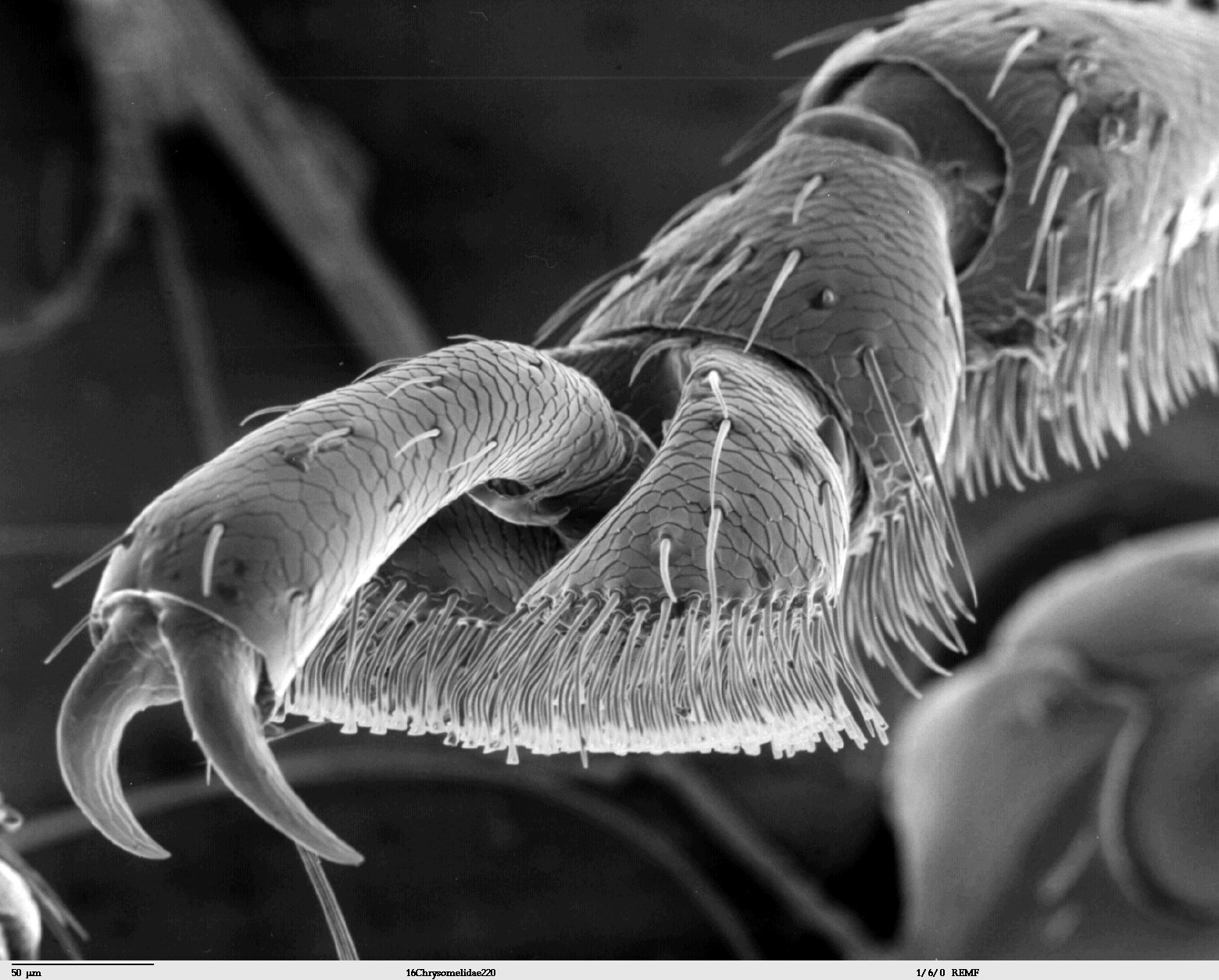
Лапка листоеда

Лапки ходильные, задние могут быть удлинёнными или прыгательными; ложно четырёх-сегментные, поскольку истинный четвёртый сегмент редуцирован, третий — двухлопастный или выемчатый на вершине. Общая формула лап 4-4-4 или 5-5-5. Голени без шпор или с одной крупной шпорой. Звуковые органы отмечены у клитрин и у трещалок. Эдеагус в виде изогнутой трубки, у примитивных форм расщеплённой на базальном конце. Паламеры есть только у примитивных форм. Скульптура и форма эдеагуса, особенно его вершина, имеют исключительное таксономическое значение. Вторичнополые образования обычно развиты, нередко очень сложны.

#### Половой диморфизм
Самцы меньше и стройнее самок, а также могут удлинятся мандибулы, лапки, сегменты лапок становится толще, иногда могут меняться и брюшные стерниты. У самцов некоторых видов появляются специфические железы и связанные с ними образования (одоратор). У самок последний брюшной стернит обычно округлённо-треугольный или конусовидный, иногда с глубокой яйцевой ямкой, у самцов притуплённый или трёхлопастный.

### Морфология личинок

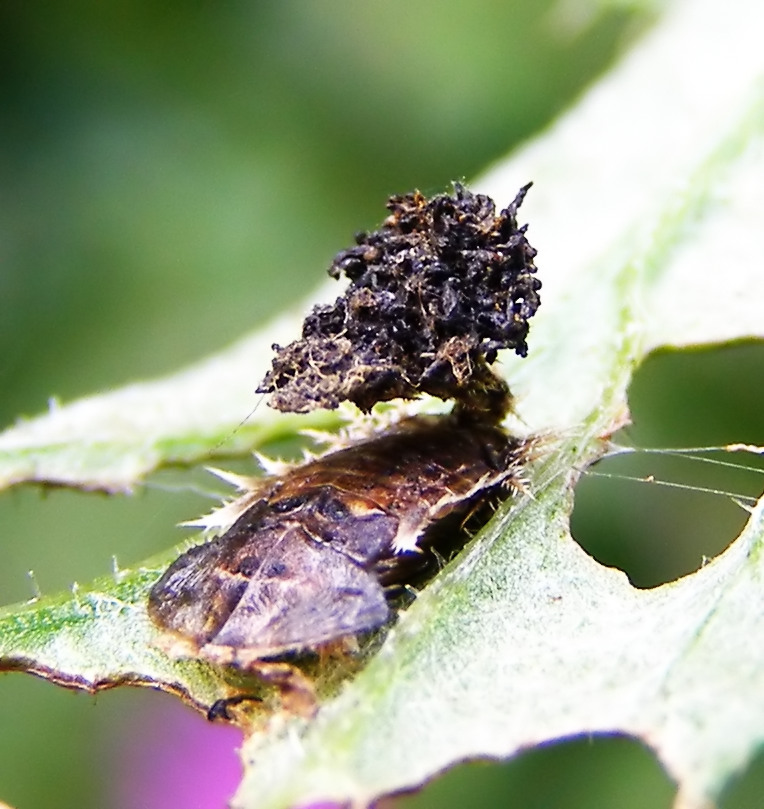
Личинка щитоноски Cassida viridis

Личинки морфологически очень разнообразны в зависимости от образа жизни, однако чётко отличаются комплексом следующих признаков: мандибулы не имеют молы и простеки, подвижные максиллы, усики одно-трёх-сегментные, горло не развито, лапки четырёх-сегментные, нет церок и урогомф.

### Генетика
Диапазон диплоидного набора хромосом среди видов всего семейства Chrysomelidae простирается от 2n = 8 (формула 3 + XY) у антильского листоеда блошки Homoschema nigriventre до 2n = 64 (30 + 11 + XtX2Y) у листоеда Disonycha bicarinata.
В разных родах хромосомные числа варьируют в пределах от 12 (Dicladispa, Nodonota) и 13 (Isotes) до 48 (Calligrapha), 49 (Oides) и 59 (Aulacophora) единиц.

## Экология и местообитания
Как и следует из названия, эти жуки питаются листьями различных растений. Личинки живут на листьях (хризомелины, часть козявок и земляных блошек), иногда покрывая тело чехликом из жидких экскрементов (трещалки) или экзувием из личиночных скурок (щитоноски), в почве на корнях (синетины, эумольпины, часть козявок и большинство земляных блошек); реже под водой на корневищах (радужницы), в стеблях (отдельные земляные блошки и, очевидно, большеногов — которые теперь отдельное семейство), листовых минах (Zeugophorinae — которое теперь подсемейство в семействе орсодакнидов, шипоноски, некоторые земляные блошки). У чехликоносцев (клитрины, скрытоглавы) яйцо покрывается яйцевым чехликом, на основе которого личинка строит личиночный чехлик; эти личинки обитают в подстилке, реже на растениях, а часть видов, например Clytra, — в муравейниках.
Большая часть видов специализируются в выборе кормовых растений и являются или олигофагами (питаются определённым набором растений, относящихся к одной или нескольким близким систематическим группам), или же монофагами (питаются всего одним видом пищи). Фитофаги (организмы питающиеся растительностью) — открыто живущие на растительности, обычно с чёткой трофической приуроченностью. Гораздо менее распространены среди них фитосапрофаги (многие чехликоносцы) (активно перерабатывающие опад растений) и сапрофаги (питаются трупами других животных).
Взрослые и личинки листоедов оскабливают поверхность листа или прогрызают в нём отверстия. Но не всегда такие отверстия знак того, что тут были листоеды: подобные отверстия также могут быть сделаны и гусеницами некоторых мотыльков, бабочек или личинками пилильщиков, а также взрослыми долгоносиками, взрослыми или молодыми кузнечиками, слизнями и улитками. Многочисленная популяция листоедов может полностью покрыть целое растение, это могут быть и кустарники и деревья, и за некоторое время объесть его вплоть до того, что останется лишь скелет растения или же лишить его листьев совершенно. Хотя, с другой стороны, крепкие лиственные растения могут стерпеть обширную потерю листьев. Личинки некоторых видов питаются корнями, но они не приносят особого вреда крепким древесным растениям.

### Мирмекофилия
Жуки-листоеды используют широкий спектр уловок, как активных, так и пассивных, чтобы не быть съеденным муравьями. Многие из этих защитных приемов защищают хризомелид от нескольких других видов хищников, помимо муравьев, включая насекомоядных и птиц. Отношения между жуками-листоедами и муравьями у некоторых видов развивались от активной защиты через вооруженный нейтралитет до жизни в качестве комменсалов в гнёздах муравьёв (например, четырёхточечный листоед, Clytra quadripunctata). К мирмекофильным группам относят 34 вида из 14 родов листоедов триб Clytrini и Cryptocephalini из Cryptocephalinae.

## Развитие
Яйца откладываются на растительные части (на листья или стебли) часто кучкой в различных положениях; окраска яиц довольно разнообразна, чаще от жёлтого до красного цветов. Яйца и личинки листоедов очень уязвимы и могут стать лёгкой добычей для хищников, таких как божьи коровки, хищные клопы или маленькие паразитирующие осы. Среди жуков-листоедов есть виды, которые перешли к яйцеживорождению или к живорождению, многие горные или арктические виды.
Личинки первой стадии питаются группами. По мере взросления личинка может оставаться в группе, а может отделиться и питаться отдельно.

## Экономическая значимость
Среди жуков-листоедов встречаются и экономически важные виды. Также есть виды, которые используются в биологической борьбе для контроля сорных растений в различных областях Земли. Например, интродуцированный вид из Канады и Соединённых Штатов на территорию бывшего Советского Союза амброзиевый полосатый листоед (Zygogramma suturalis) играет роль биологического агента по контролю за сорняком амброзией. Или же самый известный вредитель картофеля — колорадский жук (Leptinotarsa decemlineata), наносящий огромный ущерб картофелю в периоды бутонизации и цветения (нередко ущерб бывает 30 %), но он также способен наносить ущерб баклажанам (в течение всего периода вегетации растений), перцам, физалису, дынной груше и табаку, в меньшей степени помидорам.
Некоторые представители рода Chrysomela считаются вредителями декоративных, используемых в озеленении городских местностей ив и тополей. К таким относятся массовые виды североамериканский Chrysomela scripta (ива) и палеарктические синий ивовый листоед (ива) и листоед тополёвый (тополь, ива).
Травяные листоеды, транспалерктическая и голарктическая группа жуков, некоторые из которых имеют важное экономическое значение по контролю инвазивного сорного растения — зверобоя, в частности зверобоя продырявленного. По этой причине некоторые виды подрода Hypericia (в том числе листоед зверобойный, Chrysolina quadrigemina, Chrysolina geminata) были специально интродуцированы в остальные части света, а именно в Северную Америку, Австралию и Новую Зеландию, где зверобой наносит серьёзный ущерб сельскому хозяйству.
Два представителя рода Galerucella, а именно Galerucella calmariensis и Galerucella pusilla, интродуцированы в 1992 году в Северную Америку из Европы по 5—15 годовой программе по контролю популяции плакун-травы (экзотическое сорное растение, заселяющее североамериканские водно-болотные угодья). Первично на территории Северной Америки Galerucella calmariensis и Galerucella pusilla населяют штаты: Нью-Йорк, Пенсильвания, Мэриленд, Виргиния, Орегон, Вашингтон и Миннесота, а также некоторые места Канады. Вскоре распространился на штаты: Огайо, Индиана, Иллинойс, Айова, Мичиган, Висконсин, Южная Дакота, Колорадо и Монтана. Эта колонизация окончилась успехом.
Одному виду травяных листоедов, Chrysolina geminata, в округе Гумбольдт в штате Калифорния (США) был установлен монумент, как победившему инвазивное сорное растение — зверобой.

## Охрана
Эндемичный вид территории России — урянхайский листоед (Chrysolina urjanchaica), занесён в Красную книгу России (II категория: сокращающийся в численности вид). Два других травяных листоеда, листоед злаковый и листоед травяной, официально охраняются в Великобритании.

## Классификация
В 2020 году в результате молекулярно-филогенетических исследований митохондриальных геномов выявлена монофилия всех подсемейств и поддержано выделение трёх крупных клад листоедов:
1. клада ‘chrysomeline’ состоит (Chrysomelinae (Galerucinae + Alticinae));
2. клада ‘sagrine’ включает ((Bruchinae + Sagrinae) + (Criocerinae + Donaciinae));
3. клада ‘eumolpine’ включает (Spilopyrinae (Cassidinae (Eumolpinae (Cryptocephalinae + Lamprosomatinae))))[29].

В семействе выделяют следующие подсемейства:
- Synetinae — Синетины (или триба в Eumolpinae)
- Donaciinae — Радужницы
- Criocerinae — Трещалки
- Clytrinae — Клитрины (или триба в Cryptocephalinae)
- Cryptocephalinae — Скрытоглавы
- Eumolpinae — Эумольпины
- Chrysomelinae — Хризомелины
- Galerucinae — Козявки
  - Alticinae — Земляные блошки, или рассматривается как триба Alticini
- Cassidinae — Щитоноски
  - Hispinae — Листоеды-шипоноски, в наст. время рассматривается как триба Hispini
- Lamprosomatinae — Лампросоматины
- Sagrinae (Sagra)
- Spilopyrinae
- Bruchinae — Зерновки (или отдельное семейство Bruchidae)